# Women's America's Cup
La Women's America's Cup, nota anche come Puig Women's America's Cup per ragioni di sponsorizzazione, è una competizione velistica, versione femminile della America's Cup.

## Storia
La prima edizione - annunciata nel settembre del 2021 - risale al 2024, e si è conclusa con la vittoria finale di Luna Rossa.

## Regole
Le imbarcazioni utilizzate sono i monoscafi AC40. La competizione prevede una serie di regate di flotta, articolate tra serie di qualificazione (otto regate) e semifinali (quattro regate); al termine delle semifinali le prime due classificate si sfidano in un singolo match race di finale per l'assegnazione del titolo.

## Vincitori
| Anno | Edizione | Vincitore                     | Paese  | Secondo        | Paese       | Luogo di regata   | Note  |
| ---- | -------- | ----------------------------- | ------ | -------------- | ----------- | ----------------- | ----- |
| 2024 | 1        | Luna Rossa Prada Pirelli Team | Italia | Athena Pathway | Regno Unito | Barcellona Spagna | [ 4 ] |

## Albo d'oro
| Team                     | Yacht Club                 | Titoli |
| ------------------------ | -------------------------- | ------ |
| Luna Rossa Prada Pirelli | Circolo della Vela Sicilia | 1      |